# Chasmatonotus unilobus
Chasmatonotus unilobus är en tvåvingeart som beskrevs av Yamamoto 1980. Chasmatonotus unilobus ingår i släktet Chasmatonotus och familjen fjädermyggor. Inga underarter finns listade i Catalogue of Life.